# Psiguria
Psiguria — рід квіткових рослин родини гарбузових.
Його рідний ареал від Мексики до Тропічної Америки.
Види:
- Psiguria pedata (L.) R.A.Howard
- Psiguria racemosa C.Jeffrey
- Psiguria ternata (M.Roem.) C.Jeffrey
- Psiguria triphylla (Miq.) C.Jeffrey
- Psiguria umbrosa (Kunth) C.Jeffrey
- Psiguria warscewiczii (Hook.f.) Wunderlin